# Заславский, Илья Иосифович
Илья́ Ио́сифович Засла́вский (род. 31 января 1960, Москва) — советский и российский политик, народный депутат и член Верховного Совета СССР, один из организаторов движения «Демократическая Россия», депутат Государственной Думы I созыва, заместитель министра РФ, заместитель председателя Госстроя России.

## Ранняя биография
Родился 31 января 1960 г. Ввиду тяжёлой болезни прошёл домашнее школьное обучение.
В дальнейшем сумел посещать вуз, а затем ездить на работу на автомобиле с ручным управлением. Учась в Московском текстильном институте проявил интерес к журналистике, печатался в многотиражной газете «Студент-текстильщик», с 1979 г. публиковал научные работы.
Завершил обучение с «красным дипломом» (тема диплома «Применение методов системного анализа и математического моделирования для решения практических задач химической технологии волокнистых материалов»). В 1985 году защитил кандидатскую диссертацию по теме «Развитие и применение в технологии красильного производства адсорбционных методов электрохимического анализа».
На момент избрания народным депутатом СССР опубликовал около 30 научных трудов, в том числе в ряде академических журналов, и издал собственную монографию работал научным сотрудником.
Сотрудничал в журнале «Химия и жизнь». Был секретарём секции в одном из научно-технических обществ. В 1988—1989 годах занимался бизнесом. Создал и возглавил хозрасчётный центр научно-технических услуг «Колорист».

## Приход в политику. Первые съезды народных депутатов
31 декабря 1988 года был выдвинут районным обществом инвалидов кандидатом в народные депутаты СССР по территориальному округу № 17 (Октябрьский и Москворецкий районы Москвы). Факт выдвижения неизвестного на тот момент избирателям кандидата от общества инвалидов привлек внимание популярной газеты эпохи перестройки — «Московские Новости», на страницах которой появилась большая статья Александра Кабакова, посвящённая судьбе Заславского и его предвыборной программе. Лозунгом его предвыборной платформы был «Трудности инвалидов есть доведённые до предела трудности всех советских людей». Наряду с предложениями по решению проблем инвалидов, программа включала в себя идею реконструкции кварталов пятиэтажной застройки, впоследствии действительно реализованную в Москве.
На окружном предвыборном собрании дважды Герой Советского Союза, космонавт Георгий Гречко поддержал Заславского и снял в его пользу свою кандидатуру. Собрание шло настолько бурно, что завершилось только к утру. С большим перевесом были выдвинуты кандидатами в народные депутаты И. Заславский, Б. Ельцин и А. Сахаров, а также секретарь парткома Гостелерадио СССР тележурналист А. Крутов. Позднее А. Сахаров и Б. Ельцин сняли свои кандидатуры в данном округе.

Ряд газет, включая «Правду», поместил фотографии кандидата от Общества инвалидов и благожелательные отзывы о нём. Заславский и его команда смогли преодолеть предубеждение части избирателей, которые опасались, что инвалид не справится с большим объёмом депутатской работы. Был избран в первом туре голосования, набрав 55̤,27 % голосов. Избрание народным депутатом СССР кандидата-инвалида, выдвинутого Обществом инвалидов, получило широкую огласку не только в СССР, но и за рубежомː ему были отправлены письма лидером республиканского меньшинства в Сенате США, инвалидом Второй Мировой войны Бобом Доулом и президентом Национальной организации инвалидов США Аленом Райхом (Alan Reich).
Заславский ознакомился с подготовленным республиканцем Доулом и демократом Кеннеди проектом американского Закона об инвалидах (Americans with Disabilities Act) и впоследствии использовал его идеи. На I Съезде народных депутатов СССР внёс предложение о разработке к 1990 году комплексной программы по физической, трудовой, социальной и психологической реабилитации инвалидов. В том же году стал первым заместителем председателя комитета Верховного Совета СССР по делам ветеранов и инвалидов. Участвовал в организации одного из первых выездов советских спортсменов-инвалидов на международные соревнования. Внёс и отстоял поправку, давшую работающим инвалидам право получать пенсию.
На съезде входил в Межрегиональную депутатскую группу, был одним из инициаторов её создания. Активно поддерживал поправку к уголовному законодательству, исключившую предпринимательскую деятельность из категории преступлений.
С начала своей депутатской деятельности содействовал созданию Московского объединения избирателей и других независимых от КПСС политических структур. «Создал в своем округе впечатляющую политическую машину, не связанную с коммунистической партией» (Билл Келлер, лауреат Пулитцеровской премии).

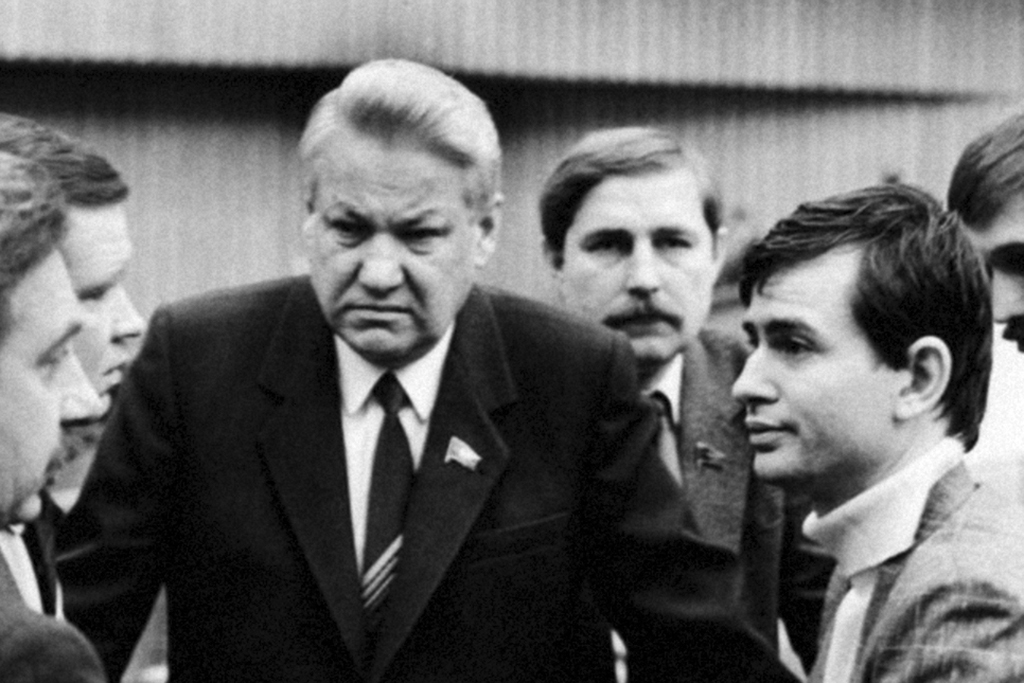
Заславский и Ельцин на съезде народных депутатов СССР 1989 г.

## Работа в Октябрьском районе. Ставка на бизнес
К 1990 году пришёл к выводу, что реальные реформы надо проводить снизу, поскольку на Съезде их всё равно не поддержит большинство депутатов. С целью стать председателем Октябрьского райсовета Москвы пошёл на выборы районных депутатов. Традиционные источники районного бюджета в условиях охватившего всю страну кризиса и ускоряющейся инфляции не позволяли покрыть даже минимальные потребности. Он полагал, что общесоюзную реформу можно подтолкнуть за счёт ускоренных рыночных преобразований на небольшой территории и одновременно улучшить повседневную жизнь в районе.
По словам Дэвида Ремника, «Илья Заславский начал свою компанию с поразительного обещания… Мы построим капитализм в одном отдельно взятом районе». Среди задач, планируемых к решению на местном уровне была названа ликвидация промзон и их застройка жильём. Всего под лозунгами поддержки Заславского и его программы было избрано 100 районных депутатов из 150. После своей победы в районе и избрания председателем райсовета Заславский впервые в истории Москвы провёл конкурс на должность председателя исполкома. Из нескольких претендентов был выбран и назначен Г. Васильев, специалист по градостроительству и автор первого исследования по оценке стоимости московской земли.
Октябрьский райсовет упростил процедуру регистрации для частного бизнеса и развернул в районе кампанию массовой упрощённой регистрации частных компаний, кооперативов и газет По данным с сайта Эксперт Онлайн (Русский Репортер), из примерно 6000 предприятий, появившихся на территории Москвы, три тысячи были зарегистрированы в данном районе. Налоги от зарегистрированных новых фирм увеличили ежегодный доход бюджета с 73 до 250 миллионов рублей. Также в районе впервые с момента революции 1917 года была проведена массовая регистрация политических партий.
26 января 1991 года Юрий Лужков подписал решение Мосгорисполкома об эксперименте в Октябрьском районе. Этот эксперимент был первой в СССР попыткой легализовать рыночные структуры в муниципальном управлении.
Впервые в Москве была начата работа по приватизации квартир (до принятия российского законодательства). Вскоре на сессию райсовета было вынесено предложение о запрете приватизации квартир, с тем чтобы люди, выезжающие на ПМЖ за рубеж, не могли воспользоваться благами частной собственности на жилье и продать его. Депутат Маренич заподозрил Заславского в поддержке международного сионизма. Предложение о запрете приватизации жилья большинства голосов не набрало. Однако дальнейшая передача квартир в частную собственность была запрещена решением Моссовета.
На основе решения Мосгорисполкома об эксперименте в Октябрьском районе были сделаны первые шаги по формированию рынка недвижимостиː подбор арендаторов на конкурсной основе, подготовка документации строительных площадок для их последующего предоставления инвесторам. Данная деятельность также подверглась критике со стороны части депутатов райсовета в том числе из-за её правовой неурегулированности.
Вместе с тем успехи в продвижении указанных реформ и рыночной экономики не изменили к лучшему жизнь большинства избирателей, что понимал и Заславский.

## Критика в адрес Заславского и эксперимента в Октябрьском районе
Антикоммунистические выступления Заславского и его деятельность в районе неоднократно подвергались критике на разных уровнях. В 1991 году М. Горбачев, изначально благоволивший к молодому депутату «от инвалидов», в одном из выступлений сказал, что разочарован Заславским, за которого когда-то голосовал и призвал московских коммунистов «выходить из окопов». Председатель КГБ В. Крючков упрекнул на съезде Октябрьский район столицы за регистрацию фонда «Посев», связанного с белогвардейской организацией НТС. В ряде газет, в том числе «Советской России» и «Рабочей трибуне», появились статьи, обвинявшие молодого политика в игнорировании мнения Совета при принятиях кадровых решений и в нарушениях при сделках с районной недвижимостью. Большое количество критических выступлений, в том числе с требованием отставки Заславского было на сессии районного совета. Однако прокурорские проверки различного уровня не выявили нарушений со стороны Заславского. Прокуратура рекомендовала председателю районного совета обратится в суд с иском о защите чести и достоинства Судебный процесс продлился три годаː с 1992 по 1994. Интересы Заславского представлял Генри Резник. Процесс широко освещался в печати. По требованию обеих сторон суд рассмотрел все материалы, представленные газетой, в том числе не относящиеся напрямую к предмету искаː 49 брошюр и несколько сот килограммов документации. Суд не выявил доказательств нарушений со стороны Заславского и в итоге ответчик признал, что неверно истрактовал факты.

## Имидж

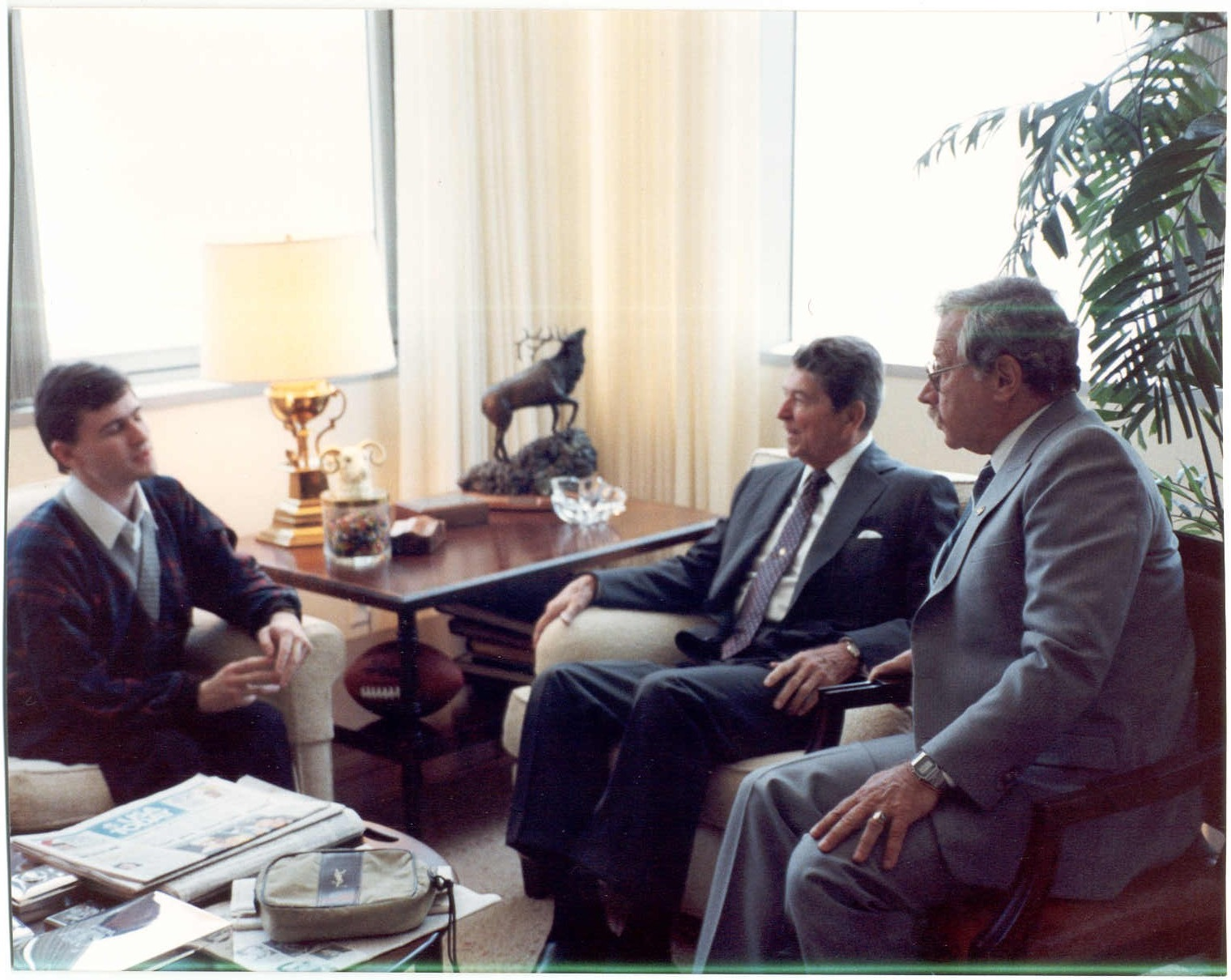
Встреча с Рональдом Рейганом в Лос-Анджелосе, 1990 г. Справа Сай Фрумкин(Si Frumkin) На Заславском его традиционный клетчатый джемпер.

Заславский был одним из самых молодых народных депутатов СССР. Несмотря на консервативные (по западной шкале) политические взгляды, предпочитал одеваться в подчёркнуто неформальном стиле.
Писатель Владимир Войнович в романе «Автопортрет. Роман моей жизни» изобразил Заславского как 23-летнего депутата Верховного Совета СССР, который выглядел ещё моложе — «как худенький старшеклассник» (на самом деле Заславскому было на тот момент 29 лет).
Журналист Билл Келлер, встречавшийся с Заславским в 1990 году, обратил внимания на его внешнюю хрупкость искалеченного болезнью человека, но отметил, что это хрупкость обманчива.

## Отношение к Михаилу Горбачёву, Рональду Рейгану и перестройке
Семья Горбачёвых жила в избирательном округе Ильи Заславского. Как один из двух кандидатов он попал в поле зрения Горбачёва. Изначально Заславский верил в то, что реформа в Советском Союзе может быть проведена сверху и был сторонником автора перестройки. «Моё поколение устремилось в первые щели, возникшие в стене благодаря реализации программы перестройки» — вспоминал Заславский. После смерти академика Сахарова Заславский, несмотря на противодействие М. С. Горбачева и «ярость в его глазах» вынес на Съезд народных депутатов СССР предложение объявить всесоюзный траур. После этого эпизода Заславский перешёл в оппозицию к советскому лидеру. Свою позицию он объяснял тем, что Горбачёв продемонстрировал свою зависимость от ортодоксальных коммунистов и неготовность порвать с ними. Начиная с 1990 года Заславский расценивал перестройку как попытку совместить заведомо несочетаемые по его мнению вещи: социалистический строй и частное предпринимательство. Не верил он и в возможность улучшить старую тоталитарную систему. «Я против перестройки и гласности, — говорит он в одном из интервью. — Я за демократию и свободу слова». Он полагал, что новые политические структуры, возникшие благодаря перестройке, способны взять на себя ответственность за дальнейший прогресс советского общества на основе политической и экономической конкуренции. В этот период И. Заславский высказал мнение, что Горбачёв был только одним из организаторов перестройки, а вторым её инициатором был американский президент Рональд Рейган. Эта точка зрения советского депутата цитировалась рядом консервативных американских публицистов в противовес мнению либеральных телевизионных каналов, скептически относившихся к роли Рейгана.
Он не был сторонником немедленной отставки президента СССР и допускал его участие в переходном периоде к обновленному Союзу «по модели Ярузельского». Считал, что политическое будущее советского лидера в немалой степени зависит от того, какую позицию тот займет, в том числе от взаимоотношений М. Горбачёва и КПСС.
После провала ГКЧП И. Заславский на чрезвычайной сессии Верховного Совета РСФСР вызвался лететь в Форос, чтобы выручать «избирателя Горбачева».

## 1991—1995 годы
Количество сторонников Заславского в районном совете в 1991 году составляло уже не более 50 человек. Многие из них подвергались административному давлению со стороны КПСС. Например депутат райсовета профессор Г. Кричевский, под руководством которого И. Заславский вырос и сформировался как учёный, после 33 лет работы был изгнан из Московского текстильного института по причине «недостаточной поддержки линии партии»
. В начале 1991 года была предпринята неудачная попытка сместить И. Заславского с должности председателя Октябрьского райсовета. В результате бойкота его сторонниками райсовет утратил работоспособность и власть в районе сосредоточилась в руках исполкома и лично председателя совета. После избрания Г. Попова мэром Москвы встал вопрос о ликвидации районов и введении нового административного деления. 8 июля 1991 года Заславский подал в отставку с поста председателя районного совета и был назначен полномочным представителем мэра Москвы.
Несколько недель спустя деятельность исполкома Октябрьского райсовета г. Москвы была прекращена распоряжением мэра города.
В августе 1991 года участвовал в защите Белого Дома России. Возглавлял комиссию по организации похорон жертв путча.
На внеочередном 5-м Съезде народных депутатов СССР, проходившем 2-5 сентября 1991 года был избран в последний состав Верховного Совета СССР, заседавшего с 21 октября до 26 декабря 1991 года. Высказался за ликвидацию Съезда народных депутатов СССР и скорейшее формирование нового парламента обновлённого Союза.
После провала августовского путча руководители Демроссии, в том числе И. Заславский, отстаивали идею досрочных выборов в российский парламент. Президент Ельцин идею досрочных выборов не поддержал.
19 декабре 1991 года И. Заславский как сопредседатель московской организации Демроссии обратился к Президенту России с просьбой издать Указ, предоставляющий мэру столицы полномочия, необходимые для реализации намеченных реформ — сроком на 1 год. Президент предоставил мэру соотв̥етствующие полномочия, однако на практике они достались Юрию Лужкову.

После ухода Попова с поста мэра летом 1992 года Заславский продолжал работать в мэрии Москвы в качестве председателя городского экспертного совета. Одновременно был председателем политсовета движения «Демократическая Россия»

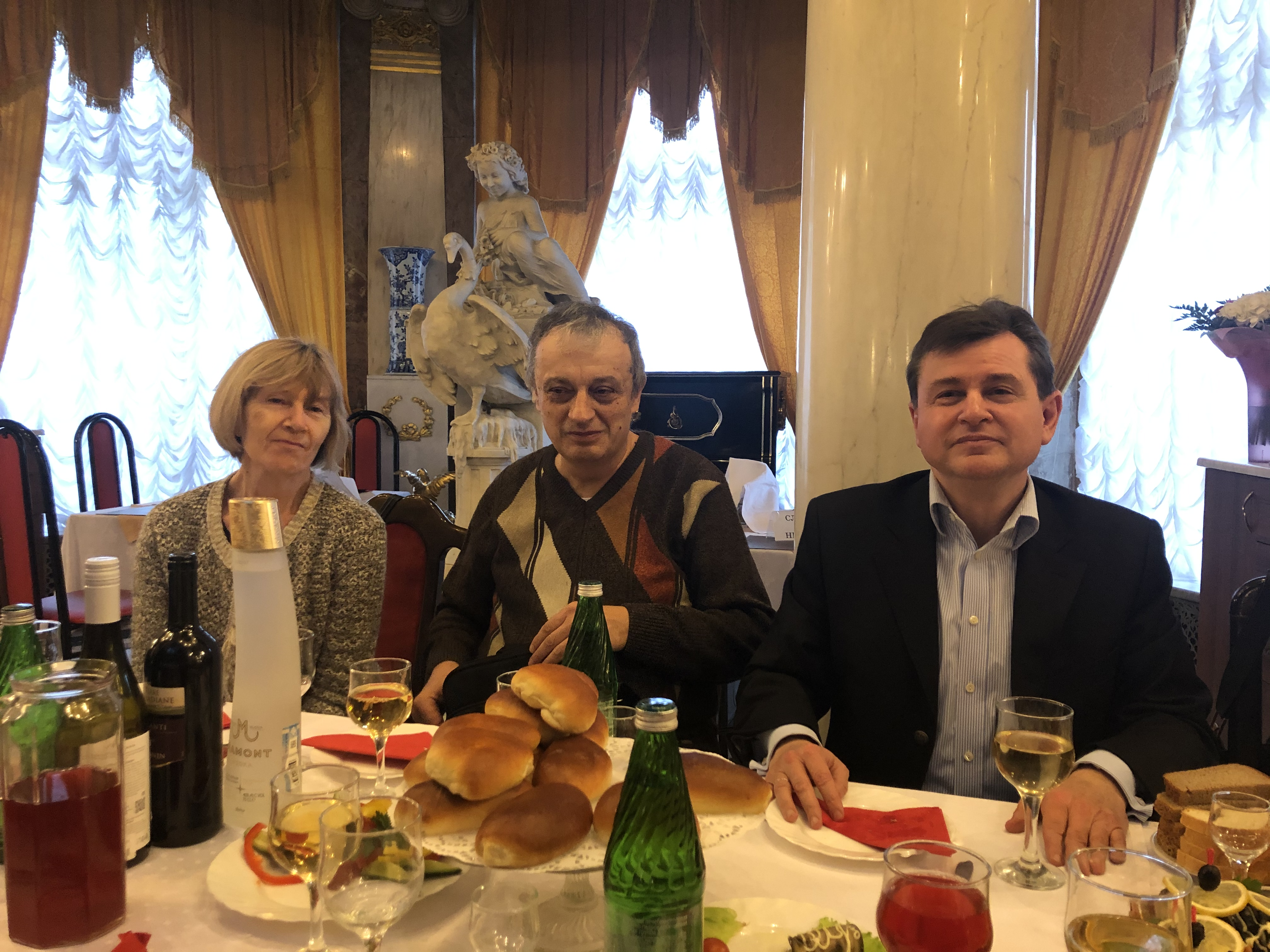
Владимир Боксер и Илья Заславский. Лидеры Демроссии тридцать лет спустя. Слева — Галия Боксер. На юбилее Заславского в Центральном Доме Ученых.2020)

28 февраля 1993 года Заславский на нижегородском пленуме Движения «Демократическая Россия» был избран сопредседателем её Совета Представителей. На том же пленуме было принято обращение к Президенту России с призывом провести референдум о частной собственности на землю. Оставался сопредседателем Демроссии до апреля 1994 года.
В событиях сентября — октября 1993 года в Москве выступал против Верховного Совета РФ и системы Советов всех уровней. Осенью 1993 года после возвращения в качестве первого заместителя главы правительства Е. Гайдара стал одним из его советников в аппарате правительства.
Во время формирования федерального списка предвыборного блока «Выбор России» был выдвинут московской конференцией ДемРоссии на одну из ключевых позиций в списке, но это встретило сопротивление со стороны М. Полторанина. На съезде возникло серьёзное противостояние. Заславский решил проблему, сняв свою кандидатуру из московского списка. При поддержке челябинской организации ДемРоссии был выдвинут по челябинскому региональному списку и избран депутатом Государственной Думы первого созыва. Стал членом думского комитета по экономической политике (подкомитет по макроэкономике). В Госдуме работал над проектом закона «О драгоценных металлах и драгоценных камнях» под руководством А. Жукова. В этот же период входил в состав Совета по промышленной политике и предпринимательству при правительстве РФ (председатель Совета — первый заместитель председателя правительства РФ О. Сосковец). Регулярно выступал в Думе по вопросам промышленной политики и строительства. Совместно с А. Лукьяновым провёл поправку, предотвратившую обложение адвокатских бюро налогами на прибыль, НДС и другими налогами для промышленных предприятий, что по мнению обоих депутатов угрожало самому существованию адвокатуры в Российской Федерации.
Баллотировался во 2-й созыв Государственной думы в составе блока «Демократический выбор России — объединённые демократы», который в итоге получил 3,86 % и в округе № 120 Нижегородской области, где проиграл сопернику от партии «Яблоко».

## Политические взгляды
Сторонник капиталистического пути развития страны, поддерживал свободу предпринимательства, частную собственность на землю и свободный оборот золота и драгоценных металлов. Противник коммунистической идеологии, с 1989 года часто выступал в печати с антикоммунистических позиций. Отрицательно относился к идее союза демократов-государственников с национал-патриотами. Позиционировал себя как представителя «правых». Идеалом политика считал Рональда Рейгана.
Считал целесообразным постепенный демонтаж советской системы и создание жёсткой вертикали власти, способной осуществить преобразование экономики на принципах свободного рынка. Для перехода к саморазвивающемуся обществу полагал необходимой коалицию в рамках одного единого движения всех возникающих политических партий демократической направленности и прорыночно, демократически настроенных частных лиц.
Выступал за передачу властных полномочий от Съезда и Верховного Совета СССР республиканским парламентам и сформированным ими межреспубликанским органам управления. Вопреки распространённому мнению был сторонником сохранения Союза, но в реорганизованной форме — на основе нового договора. Полагал, что отказ от компромиссов с союзными республиками и стремление оставить всё «как есть» может подтолкнуть распад Союза. Важнейшей задачей считал недопущение распада Союза на сегменты с последующими кровопролитными столкновениями. Осознавал возможность отделения республик Балтики и со своей стороны высказывал сомнение в возможности сохранения в составе Союза среднеазиатских республик из-за их больших культуральных различий с Россией и республиками, расположенными в европейской части страны, и связанных с этим неизбежных последствий при выборах органов власти обновленного Союза, а следовательно и экономической модели.
Известные высказывания И. Заславского (периода 1989—1991 годов):
- «Нет и не может быть компромисса с коммунистами, как не может быть компромисса с дьяволом, потому что компромисс это всегда сделка, а цена сделки с дьяволом известна всем».[33][51]
- «Неверно говорить, что Съезд поставили на колени. Он никогда не вставал с них».
- «Устал не караул — устал народ»[76].

## Важные факты биографии
Взаимодействие между будущими московскими членами Межрегиональной депутатской группы началось ещё в период выборной компании, в начале 1989 года. Так Заславский и С. Станкевич провели совместную встречу с коллективом Физического института АН СССР. Заславский и ряд других депутатов подписали телеграмму в защиту Ельцина, текст которой написал Станкевич, а А. Мурашёв довёл телеграмму и список подписантов до избирателей, зачитав в прямом эфире. После победы Заславского в первом туре голосования его команда и сам он присоединились к команде Станкевича и помогли ему одержать победу во втором туре.
Заславский был знаком с о. Александром Менем. После трагической гибели священника направил Президенту СССР, руководителям КГБ и МВД открытое обращение с требованием расследовать это преступление под контролем депутатов и общественности.
После личных встреч с писателями, лишёнными советского гражданства в «эпоху застоя», в том числе с Владимиром Войновичем, содействовал возвращению им гражданства и в целом выступал против практики лишения гражданства СССР. В момент рассмотрения президентом СССР вопроса о возвращении советского гражданства писателям Василию Аксенову, Владимиру Войновичу и Льву Копелеву президиум Октябрьского райсовета присвоил всем троим звания почётного гражданина Октябрьского района в знак поддержки.
Впервые в стране организовал в Октябрьском районе Москвы свободную продажу неподцензурной прессы. Сперва в холле здания райсовета, затем в специально отведённом месте на территории района. Наряду с антикоммунистическими изданиями, такими как зарегистрированный в Октябрьском районе журнал «Гласность» и издававшаяся в Париже газета «Русская мысль», открывшейся возможностью немедленно воспользовались торговцы порнографией и националистической прессой.
В 1992 году израильский религиозный сионист Авигдор Эскин подверг критике «заславских, шейнисов и боксеров», призвав их «направить силы на строительство своей страны и своей культуры» и согласиться с тем, что любой мыслящий россиянин (по мнению Эскина) считает их потенциальными гражданами Израиля). Заславский был противником любого национализма и полагал, что его неоднократное избрание депутатом доказывает, что избиратели голосуют не по национальным, а по совершенно иным соображением. После публикации Эскина он снялся в фильме А. Роднянского, посвящённом судьбе евреев в распавшемся СССР. В фильме он позиционировал себя как неверующего еврея, гражданина России, который участвует в жизни страны, в том числе и политической, с таким же правом, как любой российский гражданин, но не отрицает за другими людьми возможности иного выбора.

## Деятельность после ухода из политики
В 1996—1998 годах работал в государственных структурах имущественно-земельного комплекса на руководящих должностях среднего уровня: руководитель информационно-аналитического центра, начальник управления, член коллегии.
В 1998—2003 годах последовательно занимал посты заместителя министра Минземстроя РФ и заместителя председателя Госстроя России.
В министерстве отвечал за вопросы жилищной политики, включая товарищества собственников жилья и систему ипотечного кредитования, участвовал в работе над проектом Земельного кодекса.
В Госстрое отвечал за имущественные и земельные вопросы, курировал подведомственные предприятия и отраслевую систему образования. Входил в совет директоров ОАО «Мосметрострой».,, возглавлял рабочую группу по подготовке проекта Федерального закона «Об особенностях несостоятельности (банкротства) строительных организаций и организаций жилищно-коммунального комплекса», осуществлял контроль за работами в приоритетных направлениях научно- технического развития в области строительства.
В 2003 году был освобождён от занимаемой должности «в связи с переходом на другую работу».
Был избран председателем совета директоров ОАО « Мосметрострой»de:Ilya Iosifovich Zaslavskiy#/media/Datei:Фрагменты протокола об избрании Ильи Иосифовича Заславского Председателем Совета директоров ОАО "Мосметрострой".jpg
С тех пор и до настоящего времени работает в частном бизнесе и некоммерческих организациях как учредитель и CEO различных компаний, эксперт и бизнес- консультант по земельным и строительным вопросам.
Область научных интересов: применение методов системного анализа, земельные отношения и земельное право .
Член общественных организаций

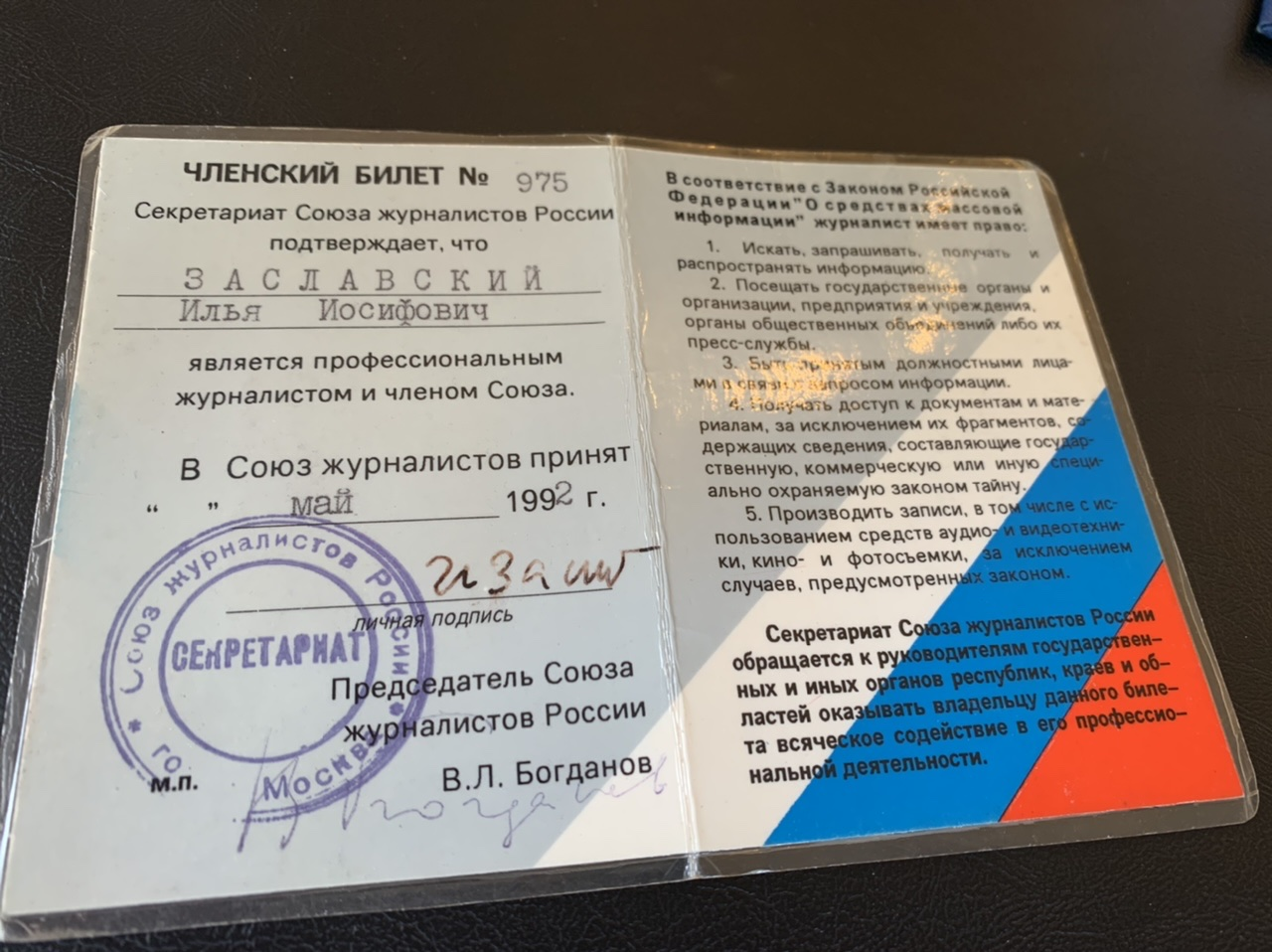
Членский билет Союза журналистов, выданный Илье Иосифовичу Заславскому

- Действительный Государственный советник РФ 3-го класса[55][95]
- Свободно владеет французским и английским языками, знает немецкий[2][67].
- В 90-е годы состоял в Союзе журналистов России, входил в редколлегии журналов «Химия и жизнь» и « Столица». В настоящее время входит в редколлегию журнала «НБИКС-НГ»[55]
- Был экспертом ООН, входил во Всемирный комитет поддержки десятилетия ООН по инвалидам (вместе с Марселой Перес де Куэльяр и Эдвардом Кеннеди)[16][67].
- Клубы: Центральный Дом Ученых РАН,[96] Ротари[97].

Во второй половине 2010-х годов жил в Берлине. Постоянный балетный зритель с 1978 г..

## Семья
Первая жена — Алевтина Никитина(депутат Московской городской думы первого и второго созывов). Дочь — Анастасия, 1987 г. р..
Вторая жена — Алла Коссова (в 1999—2003 — руководитель одной из организаций системы Госстроя России, впоследствии директор благотворительной организации). Дочь — Антонина, 2003 г. р.